# 오카모토 가노코

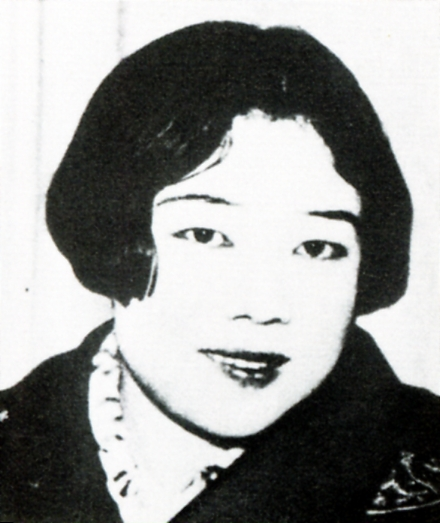
오카모토 가노코

오카모토 가노코(岡本かの子,  1889년 3월 1일 ~ 1939년 2월 18일)는 일본의 저자, 시인, 불교 학자의 필명으로, 다이쇼와 초기 쇼와 시대를 지낸 인물이다.

## 생애
가노코의 가문은 대대로 막부와 번에 물품을 납품하는 호상(豪商) 오누키가(大貫)이며 이집안 저택에서 장녀로 태어났다. 선병질(腺病質) 때문에 양부모 집에서 자란 오누키는 어려서부터 한문을 배우고 ≪겐지 모노가타리(源氏物語)≫ 수업을 듣는 문학소녀였다. 13세 때 여학교 교우회 잡지를 통해 단가를 발표했고 16세 때는 신문 문예란에 투고를 시작했다. 당시 도쿄대학에 다니던 친오빠가 문학 활동을 시작하자 후에 탐미주의 문학의 거장이 되는 다니자키 준이치로(谷崎潤一郞)가 집에 드나들게 되면서 오누키도 자연스레 영향을 받게 된다. 17세 때 친오빠와 함께 와카 작가로 유명한 요사노 아키코(与謝野晶子)를 찾아가 신시사(新詩社)의 동인이 되면서 ≪명성≫와 ≪스바루≫를 통해 신체시와 와카를 발표했다. 지인의 소개로 만난 오카모토 잇페이(岡本一平)와 21세 때 결혼해 이듬해 훗날 예술가로 명성을 떨치는 다로를 낳는다. 그러나 결혼 생활은 순탄치 않았는데 남편 잇페이는 아사히 신문에 만화가로서 입사해 만화를 연재하여 독자적인 스타일로 주목을 끌었다. 하지만 방탕한 생활을 시작했고 부부 사이가 틀어진 가노코는 대학생 호리키리 마사오(堀切茂雄)와 사랑에 빠지면서 남편과 애인이 함께 동거하는 기묘한 부부 생활을 시작했다.
1929년, 남편 잇페이가 런던 군축 회의의 아사히 신문 특파원이 되면서 장남 다로와 새로운 애인이자 외과 의사인 닛타 가메조(新田亀三)를 데리고 4년에 걸쳐 파리와 베를린 등지를 돌아다녔다. 1932년 가노코 일행은 미국을 경유해 귀국길에 오르지만 다로는 파리에 남아 추상 예술가의 길로 들어서게 되는데, 가노코는 이때의 심경을 바탕으로 ＜모자 서정＞을 쓴다. 파리에서 돌아온 가노코는 잇페이의 헌신적인 협조와 가와바타 야스나리의 후원에 힘입어 시인과 불교 연구자에서 그토록 염원하던 소설가로 전향한다. 1923년 가마쿠라(鎌倉)에서 아쿠타가와 류노스케와 만난 일을 소설로 옮긴 ＜두루미는 병들었다＞를 발표하면서 세간의 주목을 끌었고, 이후 놀라운 속도로 많은 소설을 발표한다. 특히 장편 소설인 ≪생생유전(生々流転)≫(1940)은 다마강을 무대로 가노코의 어릴 적 추억과 파란만장한 인생 드라마를 생생하게 그린 대표작이다.
1938년 뇌일혈로 쓰러져 요양을 하던 가노코는 1939년 2월 18일 잇페이와 애인 닛타가 지켜보는 가운데 50여 년의 짧은 생애를 마친다.

## 같이 보기
- 일본 문학